# Лауреати Державної премії України в галузі науки і техніки (1977)
Державна премія України в галузі науки і техніки — лауреати 1977 року.
На підставі подання Комітету з Державних премій України в галузі науки і техніки Центральний Комітет Компартії України і Рада Міністрів Української РСР видали Постанову № 620 від 13 грудня 1977 р. «Про присудження Державних премій України в галузі науки і техніки 1977 року»

## Лауреати Державної премії України в галузі науки і техніки 1977 року
| Премійована робота | Лауреати                              | Коротко про лауреата |
| --- | ------------------------------------- | --- |
| Робота «Елементарні збудження і взаємодії між ними в кріокристалах» | Локтєв Вадим Михайлович               | кандидат фізико-математичних наук, старший науковий співробітник Інституту теоретичної фізики Академії наук УРСР                                               |
| Робота «Елементарні збудження і взаємодії між ними в кріокристалах» | Гайдідей Юрій Борисович               | кандидат фізико-математичних наук, старший науковий співробітник Інституту теоретичної фізики Академії наук УРСР                                               |
| Робота «Елементарні збудження і взаємодії між ними в кріокристалах» | Фуголь Ірина Яківна                   | доктор фізико-математичних наук, керівник відділу Фізико-технічного інституту низьких температур Академії наук УРСР                                            |
| Робота «Елементарні збудження і взаємодії між ними в кріокристалах» | Манжелій Вадим Григорович             | доктор фізико-математичних наук, керівник відділу Фізико-технічного інституту низьких температур Академії наук УРСР                                            |
| Робота «Елементарні збудження і взаємодії між ними в кріокристалах» | Шанський Леонід Йосипович             | кандидат фізико-математичних наук, старший науковий співробітник Інституту фізики Академії наук УРСР                                                           |
| Робота «Елементарні збудження і взаємодії між ними в кріокристалах» | Прихотько Антоніна Федорівна          | академік Академії наук УРСР, завідувачка відділом Інституту фізики Академії наук УРСР                                                                          |
| Розробка та впровадження ефективних методів і засобів автоматизованого управління підприємствами чорної металургії Української РСР                                                 | Юпко Лев Дмитрович                    | директор металургійного заводу «Запоріжсталь» імені Серго Орджонікідзе                                                                                         |
| Розробка та впровадження ефективних методів і засобів автоматизованого управління підприємствами чорної металургії Української РСР                                                 | Гуров Микола Олексійович              | директор металургійного заводу «Криворіжсталь» імені В. І. Леніна                                                                                              |
| Розробка та впровадження ефективних методів і засобів автоматизованого управління підприємствами чорної металургії Української РСР                                                 | Чус Володимир Герасимович             | кандидат технічних наук, директор Дніпропетровського трубопрокатного заводу імені Леніна                                                                       |
| Розробка та впровадження ефективних методів і засобів автоматизованого управління підприємствами чорної металургії Української РСР                                                 | Козлик Григорій Олександрович         | кандидат технічних наук, завідувач відділом |
| Розробка та впровадження ефективних методів і засобів автоматизованого управління підприємствами чорної металургії Української РСР                                                 | Литвинов Валерій Андроникович         | кандидат технічних наук, завідувач лабораторією Київського Інституту автоматики імені ХХУ з'їзду КПРС                                                          |
| Розробка та впровадження ефективних методів і засобів автоматизованого управління підприємствами чорної металургії Української РСР                                                 | Андон Пилип Ларіонович                | кандидат фізико-математичних наук, завідувач відділом Спеціального конструкторського бюро математичних машин і систем Інституту кібернетики Академії наук УРСР |
| Розробка та впровадження ефективних методів і засобів автоматизованого управління підприємствами чорної металургії Української РСР                                                 | Гриценко Володимир Ілліч              | кандидат технічних наук, заступник директора Інституту кібернетики Академії наук УРСР                                                                          |
| Розробка та впровадження ефективних методів і засобів автоматизованого управління підприємствами чорної металургії Української РСР                                                 | Якунін Анатолій Олександрович         | кандидат технічних наук, директор Головного інформаційно-обчислювального центру Міністерства чорної металургії УРСР                                            |
| Розробка та впровадження ефективних методів і засобів автоматизованого управління підприємствами чорної металургії Української РСР                                                 | Бібік Георгій Олексійович             | кандидат технічних наук, заступник Міністра чорної металургії УРСР, керівник роботи                                                                            |
| Підручник для 5-го класу «Українська література», опублікований у 1977 році (8-е видання)                                                                                          | Кучеренко Євгенія Маркіянівна         | кандидат педагогічних наук, вчительці української мови та літератури середньої загальноосвітньої школи № 74 міста Львова                                       |
| Підручник для 5-го класу «Українська література», опублікований у 1977 році (8-е видання)                                                                                          | Бандура Олександра Михайлівна         | кандидат педагогічних наук, старший науковий співробітник Науково-дослідного інституту педагогіки УРСР, керівник роботи                                        |
| Розробка та впровадження комплексу нової газозахисної апаратури для вугільної промисловості                                                                                        | Мамічов Віктор Іванович               | директор Донецького заводу гірничорятувальної апаратури |
| Розробка та впровадження комплексу нової газозахисної апаратури для вугільної промисловості                                                                                        | Малюга Михайло Федорович              | технічний директор покровського виробничого об'єднання по видобутку вугілля «Орджонікідзевугілля»                                                              |
| Розробка та впровадження комплексу нової газозахисної апаратури для вугільної промисловості                                                                                        | Бєлик Іван Петрович                   | кандидат технічних наук, начальник воєнізованих гірничорятувальних частин Донбасу                                                                              |
| Розробка та впровадження комплексу нової газозахисної апаратури для вугільної промисловості                                                                                        | Мясніков Михайло Олексійович          | слюсар експериментальних майстерень Всесоюзного науково-дослідного інституту гірничорятувальної справи                                                         |
| Розробка та впровадження комплексу нової газозахисної апаратури для вугільної промисловості                                                                                        | Кочерга Володимир Кіндратович         | провідний конструктор Всесоюзного науково-дослідного інституту гірничорятувальної справи                                                                       |
| Розробка та впровадження комплексу нової газозахисної апаратури для вугільної промисловості                                                                                        | Колесников Олексій Антонович          | старший науковий співробітник Всесоюзного науково-дослідного інституту гірничорятувальної справи                                                               |
| Розробка та впровадження комплексу нової газозахисної апаратури для вугільної промисловості                                                                                        | Артеменко Анатолій Іванович           | головний конструктор проекту Всесоюзного науково-дослідного інституту гірничорятувальної справи                                                                |
| Розробка та впровадження комплексу нової газозахисної апаратури для вугільної промисловості                                                                                        | Филимонова Людмила Яківна             | завідувач лабораторією Всесоюзного науково-дослідного інституту гірничорятувальної справи                                                                      |
| Розробка та впровадження комплексу нової газозахисної апаратури для вугільної промисловості                                                                                        | Діденко Микола Сидорович              | кандидат технічних наук, завідувач лабораторією Всесоюзного науково-дослідного інституту гірничорятувальної справи                                             |
| Розробка та впровадження комплексу нової газозахисної апаратури для вугільної промисловості                                                                                        | Шевченко Юрій Олексійович             | кандидат технічних наук, заступник директора Всесоюзного науково-дослідного інституту гірничорятувальної справи                                                |
| Розробка та впровадження ефективної технології і нових редукційно-розтяжних станів високопродуктивної безперервної трубопрокатної установки Нікопольського південнотрубного заводу | Данченко Валентин Миколайович         | кандидат технічних наук, доцент Дніпропетровського металургійного інституту                                                                                    |
| Розробка та впровадження ефективної технології і нових редукційно-розтяжних станів високопродуктивної безперервної трубопрокатної установки Нікопольського південнотрубного заводу | Житомирський Борис Юхимович           | кандидат технічних наук, завідувач відділом Всесоюзного науково-дослідного і проектно-конструкторського інституту металургійного машинобудування               |
| Розробка та впровадження ефективної технології і нових редукційно-розтяжних станів високопродуктивної безперервної трубопрокатної установки Нікопольського південнотрубного заводу | Чекмарьов Ігор Олександрович          | завідувач лабораторією Всесоюзного науково-дослідного і конструкторсько-технологічного інституту трубної промисловості                                         |
| Розробка та впровадження ефективної технології і нових редукційно-розтяжних станів високопродуктивної безперервної трубопрокатної установки Нікопольського південнотрубного заводу | Нечипоренко Анатолій Іонович          | кандидат технічних наук, завідувач лабораторією Всесоюзного науково-дослідного і конструкторсько-технологічного інституту трубної промисловості                |
| Розробка та впровадження ефективної технології і нових редукційно-розтяжних станів високопродуктивної безперервної трубопрокатної установки Нікопольського південнотрубного заводу | Пахомовський Леонід Васильович        | старший вальцювальник трубопрокатного цеху заводу імені 50-річчя Великої Жовтневої соціалістичної революції                                                    |
| Розробка та впровадження ефективної технології і нових редукційно-розтяжних станів високопродуктивної безперервної трубопрокатної установки Нікопольського південнотрубного заводу | Багно Леонід Кирилович                | заступник начальника цеху заводу імені 50-річчя Великої Жовтневої соціалістичної революції                                                                     |
| Розробка та впровадження ефективної технології і нових редукційно-розтяжних станів високопродуктивної безперервної трубопрокатної установки Нікопольського південнотрубного заводу | Сільченко Анатолій Олександрович      | начальник цеху заводу імені 50-річчя Великої Жовтневої соціалістичної революції                                                                                |
| Розробка та впровадження ефективної технології і нових редукційно-розтяжних станів високопродуктивної безперервної трубопрокатної установки Нікопольського південнотрубного заводу | Кірвалідзе Микола Спиридонович        | кандидат технічних наук, начальник лабораторії Нікопольського південнотрубного заводу імені 50-річчя Великої Жовтневої соціалістичної революції                |
| Розробка та впровадження ефективної технології і нових редукційно-розтяжних станів високопродуктивної безперервної трубопрокатної установки Нікопольського південнотрубного заводу | Гриньов Анатолій Федорович            | кандидат технічних наук, головний інженер Нижньодніпровського трубопрокатного заводу імені К . Лібкнехта                                                       |
| Розробка та впровадження ефективної технології і нових редукційно-розтяжних станів високопродуктивної безперервної трубопрокатної установки Нікопольського південнотрубного заводу | Шведченко Антон Антонович             | кандидат технічних наук, директор Новомосковського трубного заводу імені 50-річчя Радянської України                                                           |
| Розробка та впровадження у промислове виробництво факсимільної апаратури «Штрих»                                                                                                   | Тіхонов Осип Іванович                 | начальник відділу Львівського виробничого об'єднання імені 50-річчя Жовтня                                                                                     |
| Розробка та впровадження у промислове виробництво факсимільної апаратури «Штрих»                                                                                                   | Криницин Василь Дмитрович             | директор мінського дослідного заводу «Промзв'язок» |
| Розробка та впровадження у промислове виробництво факсимільної апаратури «Штрих»                                                                                                   | Лєсниковський Валентин Мойсейович     | головкий технолог мінського дослідного заводу «Промзв'язок» |
| Розробка та впровадження у промислове виробництво факсимільної апаратури «Штрих»                                                                                                   | Манський Анатолій Іванович            | конструктор Київського відділення Центрального науково-дослідного інституту зв'язку                                                                            |
| Розробка та впровадження у промислове виробництво факсимільної апаратури «Штрих»                                                                                                   | Черняк Микола Іванович                | старший науковий співробітник Київського відділення Центрального науково-дослідного інституту зв'язку                                                          |
| Розробка та впровадження у промислове виробництво факсимільної апаратури «Штрих»                                                                                                   | Тимофєєв Володимир Михайлович         | молодший науковий співробітник, начальник сектора Київського відділення Центрального науково-дослідного інституту зв'язку                                      |
| Розробка та впровадження у промислове виробництво факсимільної апаратури «Штрих»                                                                                                   | П'юк Володимир Юхимович               | кандидат технічних наук, старший науковий співробітник Київського відділення Центрального науково-дослідного інституту зв'язку                                 |
| Розробка та впровадження у промислове виробництво факсимільної апаратури «Штрих»                                                                                                   | Король Віктор Іванович                | кандидат технічних наук, начальник Київського відділення Центрального науково-дослідного інституту зв'язку                                                     |
| Розробка та впровадження у промислове виробництво факсимільної апаратури «Штрих»                                                                                                   | Сіваков Василь Тимофійович            | кандидат технічних наук, начальник відділу Київського відділення Центрального науково-дослідного інституту зв'язку, керівник роботи                            |
| Цикл робіт «Хірургія панкреатиту» | Шалімов Олександр Олексійович         | член-кореспондент Академії наук УРСР, директор Київського науково-дослідного інституту клінічної та експериментальної хірургії                                 |
| Розробка, дослідження і впровадження кріохірургічних методів і апаратури в клінічну практику (гінекологію, нейрохірургію, стоматологію, щелепно-лицеву і лор-онкологію)            | Рачковський Франц Григорович          | колишній працівник Інституту фізики Академії наук УРСР |
| Розробка, дослідження і впровадження кріохірургічних методів і апаратури в клінічну практику (гінекологію, нейрохірургію, стоматологію, щелепно-лицеву і лор-онкологію)            | Медведєв Євген Михайлович             | керівник конструкторського бюро Фізико-технічного інституту низьких температур Академії наук УРСР                                                              |
| Розробка, дослідження і впровадження кріохірургічних методів і апаратури в клінічну практику (гінекологію, нейрохірургію, стоматологію, щелепно-лицеву і лор-онкологію)            | Трушкевич Леся Іванівна               | кандидат медичних наук, завідувач відділом Київського науково-дослідного рентгено-радіологічного та онкологічного інституту                                    |
| Розробка, дослідження і впровадження кріохірургічних методів і апаратури в клінічну практику (гінекологію, нейрохірургію, стоматологію, щелепно-лицеву і лор-онкологію)            | Зубашич Володимир Федорович           | кандидат технічних наук, заступник генерального директора Київського виробничо-технічного об'єднання «Кристал»                                                 |
| Розробка, дослідження і впровадження кріохірургічних методів і апаратури в клінічну практику (гінекологію, нейрохірургію, стоматологію, щелепно-лицеву і лор-онкологію)            | Наєр В'ячеслав Андрійович             | доктор технічних наук, завідувач кафедрою Одеського технологічного інституту холодильної промисловості                                                         |
| Розробка, дослідження і впровадження кріохірургічних методів і апаратури в клінічну практику (гінекологію, нейрохірургію, стоматологію, щелепно-лицеву і лор-онкологію)            | Грищенко Валентин Іванович            | доктор медичних наук, проректор Харківського медичного інституту                                                                                               |
| Розробка, дослідження і впровадження кріохірургічних методів і апаратури в клінічну практику (гінекологію, нейрохірургію, стоматологію, щелепно-лицеву і лор-онкологію)            | Нікітін Валер'ян Олексійович          | доктор медичних наук, завідувач кафедрою Українського інституту удосконалення лікарів                                                                          |
| Розробка, дослідження і впровадження кріохірургічних методів і апаратури в клінічну практику (гінекологію, нейрохірургію, стоматологію, щелепно-лицеву і лор-онкологію)            | Циганов Олексій Іванович              | доктор медичних наук, директор Київського науково-дослідного інституту отоларингології                                                                         |
| Розробка, дослідження і впровадження кріохірургічних методів і апаратури в клінічну практику (гінекологію, нейрохірургію, стоматологію, щелепно-лицеву і лор-онкологію)            | Лапоногов Олег Олександрович          | доктор медичних наук, керівник відділу Київського науково-дослідного інституту нейрохірургії                                                                   |
| Розробка, дослідження і впровадження кріохірургічних методів і апаратури в клінічну практику (гінекологію, нейрохірургію, стоматологію, щелепно-лицеву і лор-онкологію)            | Ромоданов Андрій Петрович             | дійсний член Академії медичних наук, директор Київського науково-дослідного інституту нейрохірургії, керівник роботи                                           |
| Розробка та впровадження у виробництво сортової агротехніки озимої пшениці миронівських сортів                                                                                     | Сайко Віктор Федорович                | кандидат сільськогосподарських наук, заступник директора Миронівського науково-дослідного інституту селекції та насінництва пшениці                            |
| Розробка та впровадження у виробництво сортової агротехніки озимої пшениці миронівських сортів                                                                                     | Ремесло Василь Миколайович            | академік, директор Миронівського науково-дослідного інституту селекції та насінництва пшениці                                                                  |
| Монографія «Археологія Української РСР» в трьох томах, опублікована в 1971—1975 роках                                                                                              | Славін Лазар Мойсейович               | член-кореспондент Академії наук УРСР |
| Монографія «Археологія Української РСР» в трьох томах, опублікована в 1971—1975 роках                                                                                              | Довженко Василь Йосипович (посмертно) | доктор історичних наук |
| Монографія «Археологія Української РСР» в трьох томах, опублікована в 1971—1975 роках                                                                                              | Захарук Юрій Миколайович              | кандидат історичних наук, заступник директора Інституту археології Академії наук СРСР                                                                          |
| Монографія «Археологія Української РСР» в трьох томах, опублікована в 1971—1975 роках                                                                                              | Шапошникова Олімпіада Гаврилівна      | кандидат історичних наук, старший науковий співробітник Інституту археології Академії наук УРСР                                                                |
| Монографія «Археологія Української РСР» в трьох томах, опублікована в 1971—1975 роках                                                                                              | Березанська Софія Станіславівна       | кандидат історичних наук, старший науковий співробітник Інституту археології Академії наук УРСР                                                                |
| Монографія «Археологія Української РСР» в трьох томах, опублікована в 1971—1975 роках                                                                                              | Кучера Михайло Петрович               | кандидат історичних наук, завідувач відділом Інституту археології Академії наук УРСР                                                                           |
| Монографія «Археологія Української РСР» в трьох томах, опублікована в 1971—1975 роках                                                                                              | Іллінська Варвара Андріївна           | доктор історичних наук, старший науковий співробітник Інституту археології Академії наук УРСР                                                                  |
| Монографія «Археологія Української РСР» в трьох томах, опублікована в 1971—1975 роках                                                                                              | Тереножкін Олексій Іванович           | доктор історичних наук, завідувач відділом Інституту археології Академії наук УРСР                                                                             |
| Монографія «Археологія Української РСР» в трьох томах, опублікована в 1971—1975 роках                                                                                              | Телегін Дмитро Якович                 | доктор історичних наук, завідувач відділом Інституту археології Академії наук УРСР                                                                             |
| Монографія «Археологія Української РСР» в трьох томах, опублікована в 1971—1975 роках                                                                                              | Бібіков Сергій Миколайович            | член-кореспондент Академії наук УРСР, завідувач відділом Інституту археології Академії наук УРСР, керівник роботи                                              |
| Високоефективна розвідка і прискорене введення в дослідно-промислову експлуатацію унікального Західно-Крестищенського газоконденсатного родовища                                   | Прилипко Іван Павлович                | кандидат геолого-мінералогічних наук, головний геолог Балаклійської експедиції українського геофізичного розвідувального тресту «Укргеофізрозвідка»            |
| Високоефективна розвідка і прискорене введення в дослідно-промислову експлуатацію унікального Західно-Крестищенського газоконденсатного родовища                                   | Золотов Леонід Олександрович          | головний інженер Харківського геологорозвідувального тресту по розвідуванню нафти і газу «Харківнафтогазрозвідка»                                              |
| Високоефективна розвідка і прискорене введення в дослідно-промислову експлуатацію унікального Західно-Крестищенського газоконденсатного родовища                                   | Фікерт Едуард Казимирович             | буровий майстер Красноградського управління бурових робіт Всесоюзного промислового об'єднання «Укргазпром»                                                     |
| Високоефективна розвідка і прискорене введення в дослідно-промислову експлуатацію унікального Західно-Крестищенського газоконденсатного родовища                                   | Романчук Василь Олександрович         | начальник установки комплексної підготовки газу Харківського газопромислового управління Всесоюзного промислового об'єднання «Укргазпром»                      |
| Високоефективна розвідка і прискорене введення в дослідно-промислову експлуатацію унікального Західно-Крестищенського газоконденсатного родовища                                   | Бобошко Олександр Васильович          | головний геолог Всесоюзного промислового об'єднання «Укргазпром»                                                                                               |
| Високоефективна розвідка і прискорене введення в дослідно-промислову експлуатацію унікального Західно-Крестищенського газоконденсатного родовища                                   | Волошин Олександр Олександрович       | керуючий трестом «Чернігівнафтогазрозвідка» |
| Високоефективна розвідка і прискорене введення в дослідно-промислову експлуатацію унікального Західно-Крестищенського газоконденсатного родовища                                   | Палій Олександр Макарович             | кандидат геолого-мінералогічних наук, начальник Головного управління Міністерства геології УРСР                                                                |
| Високоефективна розвідка і прискорене введення в дослідно-промислову експлуатацію унікального Західно-Крестищенського газоконденсатного родовища                                   | Новосілецький Роман Михайлович        | доктор геолого-мінералогічних наук, завідувач відділом Українського науково-дослідного геологорозвідувального інституту                                        |
| Високоефективна розвідка і прискорене введення в дослідно-промислову експлуатацію унікального Західно-Крестищенського газоконденсатного родовища                                   | Шпак Петро Федорович                  | кандидат геолого-мінералогічних наук, Міністр геології УРСР |
| Розробка і впровадження у промисловість карботермічного способу виробництва вуглекислого стронцію                                                                                  | Жарков Володимир Михайлович           | скловар об'єднання «Кінескоп» |
| Розробка і впровадження у промисловість карботермічного способу виробництва вуглекислого стронцію                                                                                  | Конькін Микола Павлович               | генеральний директор виробничого об'єднання «Кінескоп» |
| Розробка і впровадження у промисловість карботермічного способу виробництва вуглекислого стронцію                                                                                  | Парамонова Ніна Трохимівна            | начальник відділу Костянтинівського хімічного заводу |
| Розробка і впровадження у промисловість карботермічного способу виробництва вуглекислого стронцію                                                                                  | Карапетьянц Віталій Нестерович        | начальник цеху Костянтинівського хімічного заводу |
| Розробка і впровадження у промисловість карботермічного способу виробництва вуглекислого стронцію                                                                                  | Сніжко Віктор Васильович              | головний інженер Костянтинівського хімічного заводу |
| Розробка і впровадження у промисловість карботермічного способу виробництва вуглекислого стронцію                                                                                  | Осейкін Олександр Ананійович          | директор Костянтинівського хімічного заводу |
| Розробка і впровадження у промисловість карботермічного способу виробництва вуглекислого стронцію                                                                                  | Соляник Світлана Кузьмівна            | старший інженер Державного науково-дослідного і проектного інституту основної хімії                                                                            |
| Розробка і впровадження у промисловість карботермічного способу виробництва вуглекислого стронцію                                                                                  | Гітіс Едуард Борисович                | кандидат технічних наук, старший науковий співробітник Державного науково-дослідного і проектного інституту основної хімії                                     |
| Розробка і впровадження у промисловість карботермічного способу виробництва вуглекислого стронцію                                                                                  | Стригунов Федір Іванович              | завідувач лабораторією Державного науково-дослідного і проектного інституту основної хімії                                                                     |
| Розробка і впровадження у промисловість карботермічного способу виробництва вуглекислого стронцію                                                                                  | Зайцев Іван Дмитрович                 | кандидат технічних наук, директор Державного науково-дослідного і проектного інституту основної хімії                                                          |